# كأس البرازيل 2016
كأس البرازيل 2016 هو الموسم 28 من كأس البرازيل. أقيم خلال الفترة 16 مارس 2016 وحتى 7 ديسمبر 2016، وأشرف على تنظيمه اتحاد البرازيل لكرة القدم، وكان عدد الأندية المشاركة فيه 86، وفاز فيه غريميو بورتو أليغرينزي.